# Zatoka Mackenzie
Zatoka Mackenzie (ang. Mackenzie Bay) – zatoka Morza Beauforta, w północnej części Kanady. Znajduje się na zachód od delty Mackenzie. Wcina się 70 km w głąb lądu i osiąga głębokość około 20 m. Jej nazwa pochodzi od nazwiska Alexandra Mackenziego.